# Arsène Remond
Arsène Hippolyte Remond, dit Le Colosse jurassien, né à Offlanges le 21 septembre 1882 et mort à Fontenoy-le-Château le 4 juillet 1935, fut considéré comme l'homme le plus gros du monde. 

## Jeunesse
Arsène Remond grandit à Offlanges dans le Jura où son père Pierre-Antoine, viticulteur, mesure plus de deux mètres. À sa naissance le petit Arsène est un bébé de taille et poids normal. Un de ses cousins possède un débit de boissons : le jeune Arsène y apprend le métier de garçon de café et de marchand de vin. Il fait son service militaire au 152e régiment d'infanterie mais ne sera pas mobilisé en 1914 car sa prise de poids ne permet pas de l'équiper.
Le 13 octobre 1906 il épouse à Fontenoy-le-Château (Vosges) Marcelle Joséphine Sophie Mouré  qui lui donnera trois filles. Il s'établit à Fontenoy où il ouvre un commerce de chaussures américaines, de vêtements de travail et même un bureau de broderie. Puis il achète, toujours à Fontenoy, le café du Balcon où il dédicacera ses photos aux visiteurs.

## Le Colosse jurassien

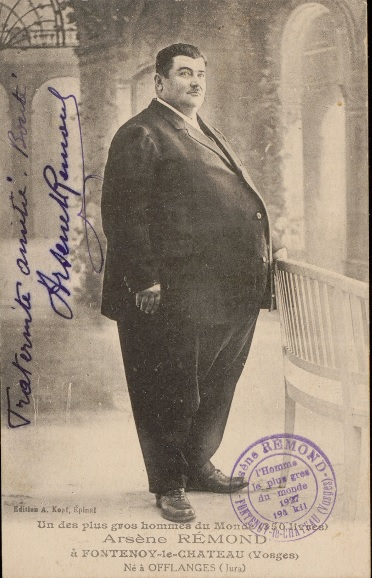
Carte dédicacée par Arsène Remond (Collection Limédia Galeries)

A trente-huit ans il pèse déjà 220 kg, il continue de grossir et prend en moyenne 10 kg par an pour atteindre à 49 ans le poids de 303.5 kg et à 51 ans 315 kg. Il se produit dans les foires régionales, souvent avec les frères Vautrin dit les nains d'Harsault, puis signe un contrat avec un producteur de spectacle parisien. 
Au dos d'une des cartes-postales à son image on peut lire les informations suivantes :
- Poids: 629 livres
- Tour de poitrine : 2.17 mètres
- Tour de ceinture : 2.96 mètres
- Tour de cuisse : 0.99 mètre
- Tour de mollet : 0.84 mètre
- Taille : 1.75 mètre

Pour supporter son ventre et être assis confortablement, le charron du village, Paul-Auguste Fetet, son voisin, lui confectionne un large tabouret augmenté d'une tablette fixée sur un angle (voir la photo).
Il meurt à Fontenoy, la cérémonie d'enterrement a lieu le samedi 6 juillet à 10 heures dans l'Église Saint-Mansuy de Fontenoy-le-Château. Mais le poids du cercueil est tel que l'on doit enterrer son corps juste à côté de la porte du cimetière en déplaçant le cercueil sur des rouleaux. Ce caveau de taille respectable y est toujours visible. Ses restes seront transférés plus tard dans le caveau familial, plus haut dans le cimetière.

## Hommages
- Une rue d'Offlanges porte son nom.

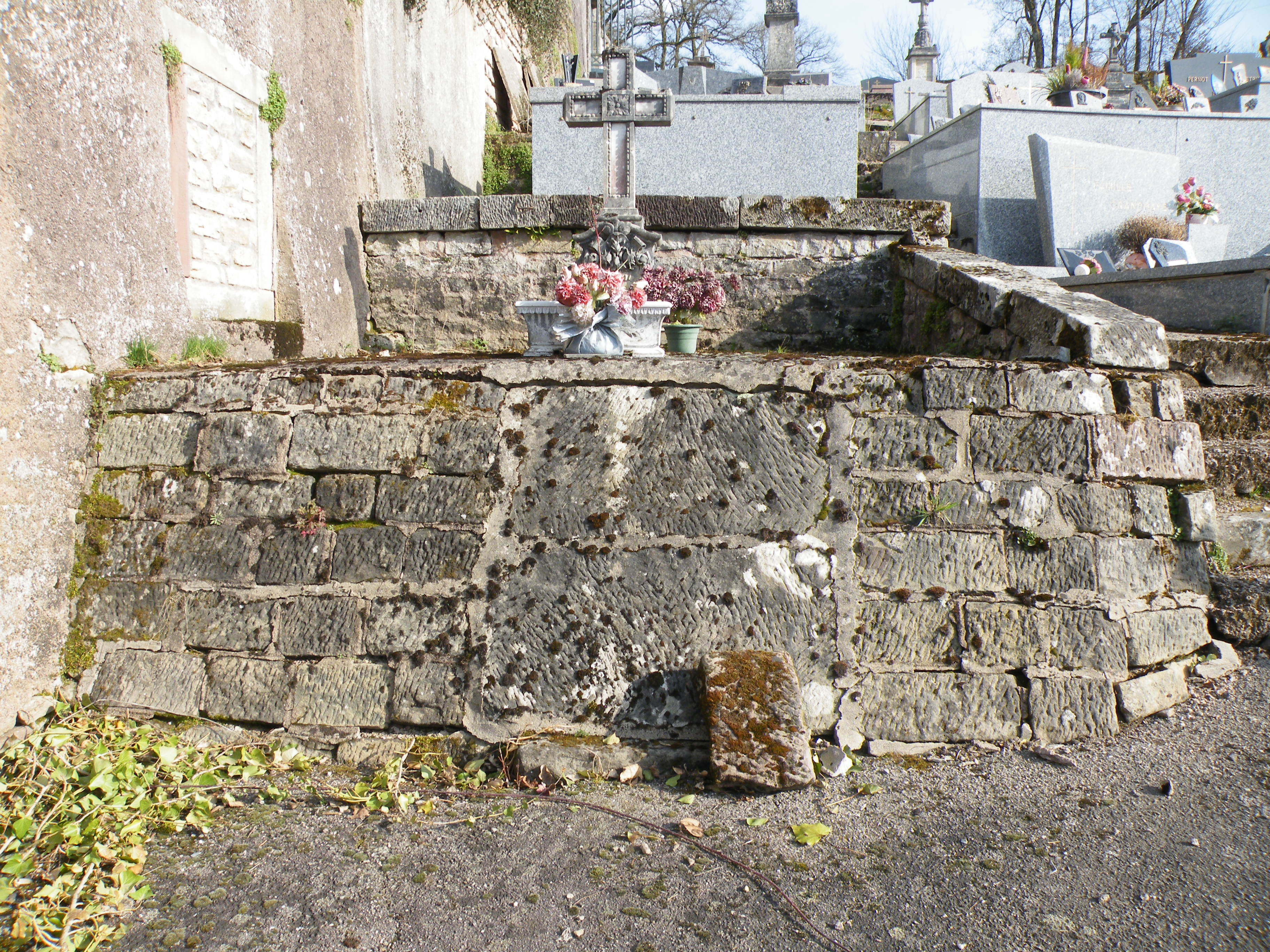
Tombe de monsieur Arsène Remond à Fontenoy-le-Château

- Arsène Remond est évoqué au Musée des Arts forains.
- Il est représenté sur la fresque peinte sur la place de Fontenoy-le-Château.

## Sources
- Anthony Soares, « Arsène Rémond, l’homme le plus lourd de France était jurassien ! », Hebdo 39,‎ 6 janvier 2020 (lire en ligne, consulté le 20 mars 2022).
- Floriane Remy, « Arsène Rémond, l'homme le plus gros du monde était Vosgien », Le Républicain lorrain,‎ 17 février 2019 (ISSN 0397-0639, lire en ligne, consulté le 20 mars 2022)
- C. Leclerc, « Il a été l'homme le plus gros du monde au début du XXe siècle et reste à ce jour le Français le plus lourd de l'histoire », L'est républicain,‎ 8 juin 2013 (ISSN 0240-4958, e-ISSN 2274-5912, lire en ligne, consulté le 20 mars 2022).
- La Vouivre du Jura n° 23, « Offlanges et le Colosse jurassien », décembre 2003.
- « Un ancêtre de poids », Le Républicain Lorrain,‎ 4 juin 2013
- « Rencontre avec les descendant d'Arsène Remond », Républicain Lorrain,‎ 6 juin 2013
- « Ce jour là dans le Jura », le Progrès,‎ 12 mai 2024
- « M. Arsène Remond », Le Vosgien,‎ 7 juillet 1929 (lire en ligne)